# Kamoliddin Murzoyev
Kamoliddin Murzoyev (Bekobod, 17 febbraio 1987) è un ex calciatore uzbeko, di ruolo attaccante.

## Carriera

### Club
Ha giocato nella massima serie dei campionati uzbeko e kazako.